# Richard Peter
Richard Peter (10 de mayo de 1895 - 3 de octubre de 1977) fue un fotógrafo alemán. Es conocido por las fotografías de Dresde destruida que realizó tras la Segunda Guerra Mundial.

## Biografía
Nació el 10 de mayo de 1895 en Klein Jenkwitz, ciudad alemana antes de la Segunda Guerra Mundial que pasó a ser polaca tras la contienda bajo el nombre polaco de Jankowice Małe. Fue soldado durante la Primera Guerra Mundial y al finalizar esta se afilió al Partido Comunista de Alemania en 1920. Su primer trabajo fotográfico lo realizó en 1924 para Roter Stern, pero en 1933, tras el ascenso de los nazis al poder, se le prohibió ejercer su profesión.
En 1939 fue movilizado nuevamente y enviado al frente durante la Segunda Guerra Mundial. El 17 de septiembre de 1945 regresó a Dresde y, entre otras destrucciones, comprobó que su archivo fotográfico había quedado completamente destruido tras los bombardeos; pronto se implicó en la recuperación de la prensa en la República Democrática Alemana, convirtiéndose en editor de Zeit im Bild. Entre 1946 y 1949 realizó un reportaje fotográfico sobre las ruinas de Dresde y los trabajos de reconstrucción de la ciudad.
En 1949 fue expulsado del Partido Socialista Unificado de Alemania al investigar sobre la corrupción en el mismo. Posteriormente estuvo realizando calendarios y libros con sus fotografías. La primera edición del libro Dresden, eine Kamera klagt an se produjo en 1949 y su fotografía titulada Blick auf Dresden vom Rathausturm ('Vista de Dresde desde la torre del Ayuntamiento') está considerada como un icono fotográfico de las consecuencias de la guerra. Murió en Dresde el 3 de octubre de 1977.

## Legado
Recibió diversos premios, entre los que se encuentran el Premio de Honor de fotografía de la Asociación Cultural de la RDA en 1961 o el de Excelencia FIAP dado por la Federación Internacional de Fotografía Artística. Parte de su obra se encuentra en la Deutsche Fotothek, que adquirió más de cinco mil negativos y fotos suyas en 1983.

## Galería de imágenes
Vista de algunas de sus fotografías más representativas, ejemplos de sus trabajos.

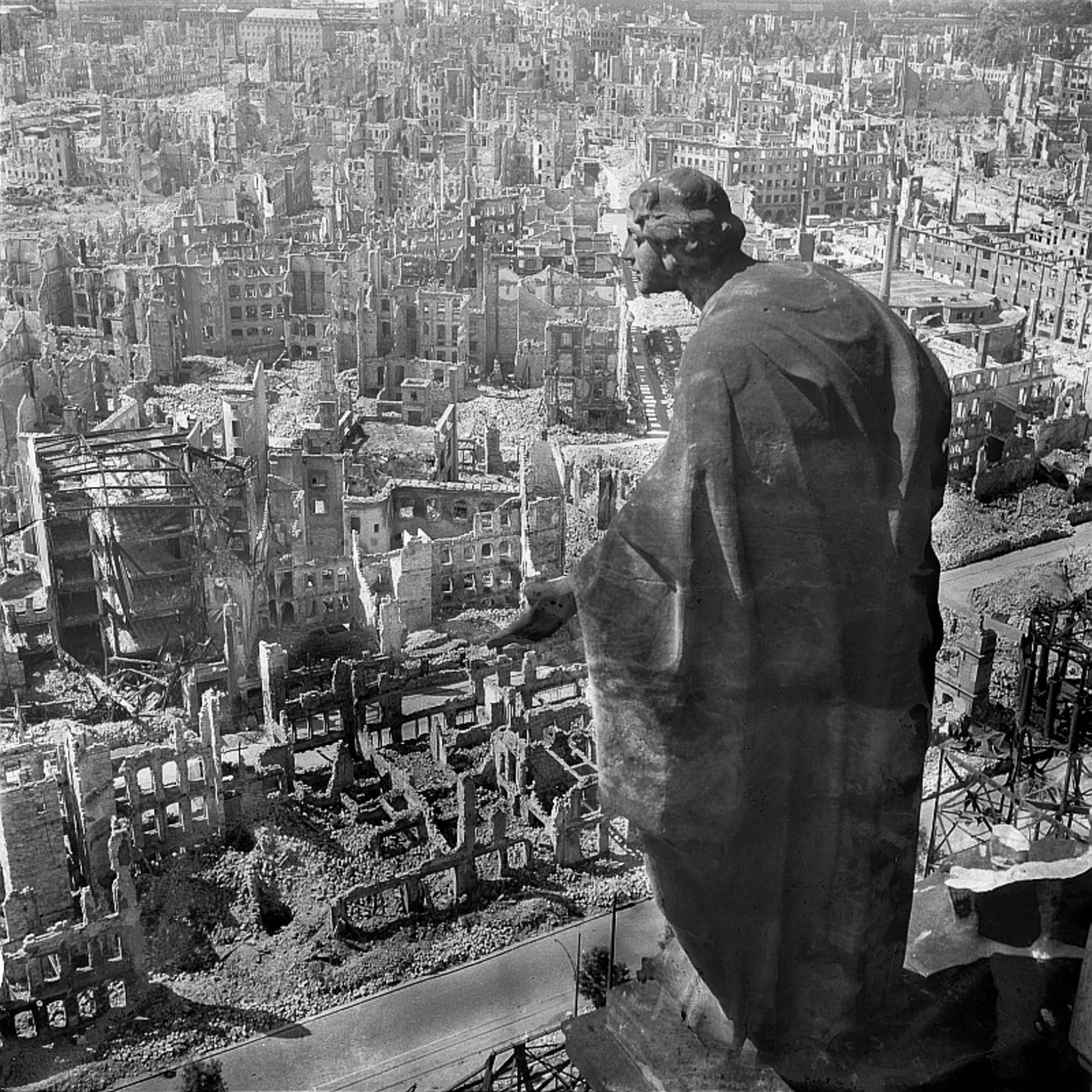
Dresde destruida vista desde el Ayuntamiento, 1945. (Blick auf Dresden vom Rathausturm).
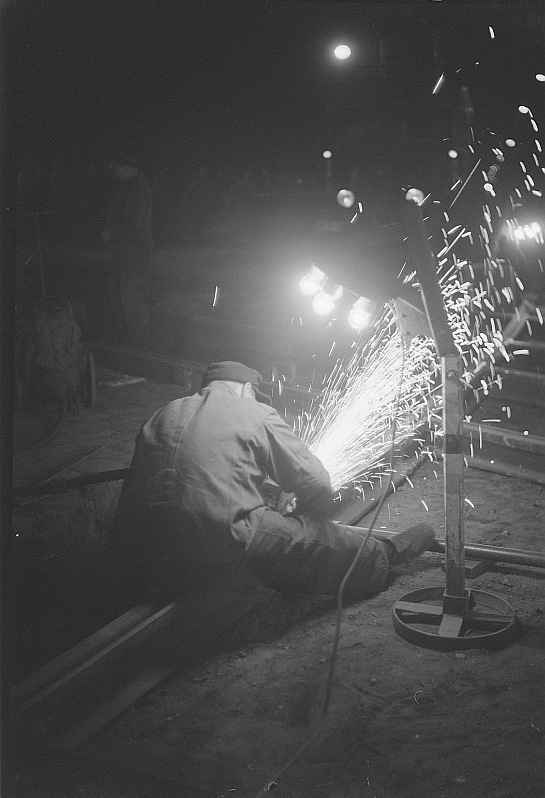
De Menschen bei der Arbeit.
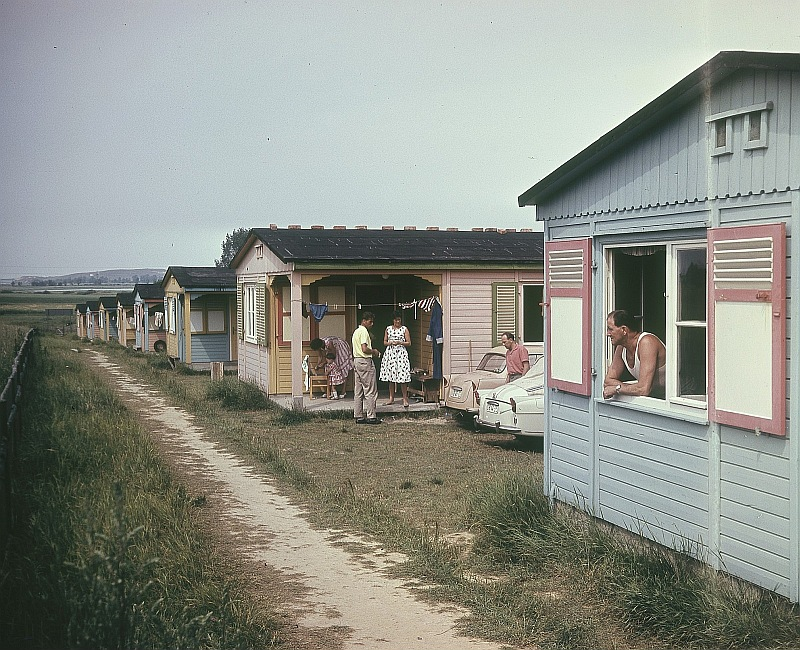
De Insel Rügen: Fotografiert.
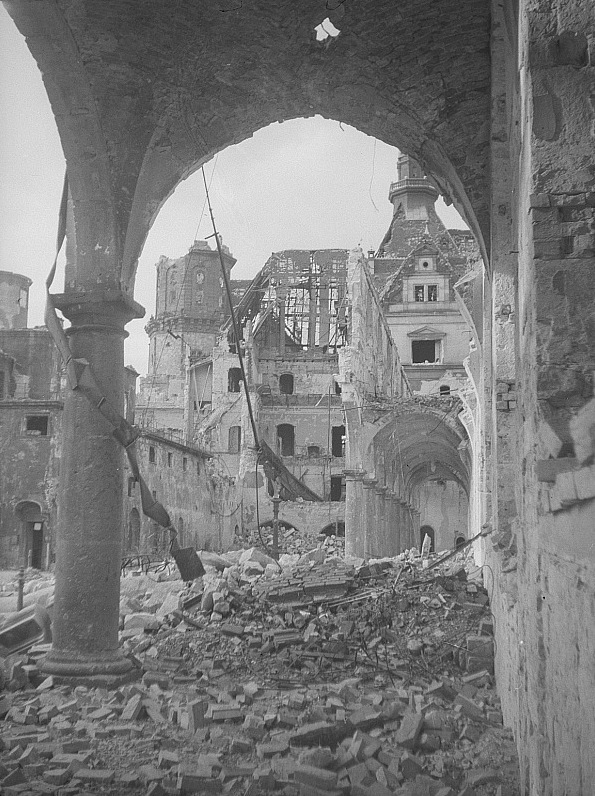
Dresde, ruinas del establo de la corte anexo al palacio.
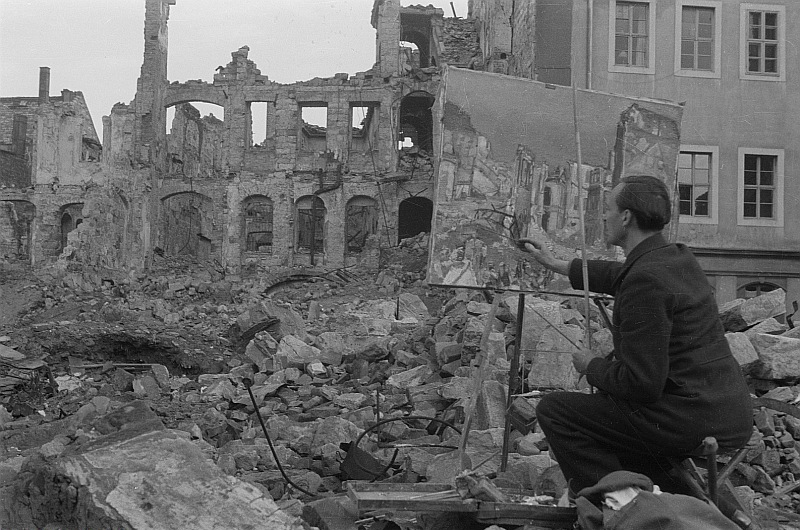
Theodor Rosenhauer pintando Blick auf das Japanische Palais nach dem Angriff' (Vista del Palacete Japonés tras el ataque).